# Serra da Carneira
A serra da Carneira é um contraforte do planalto da Borborema localizado na divisa entre os estados brasileiros da Paraíba e do Rio Grande do Norte.